# 普拉塔港
银港（西班牙語：Puerto Plata，西班牙語發音：[pweɾtoˈplata]），全稱「圣费利佩-德普拉塔港」（San Felipe de Puerto Plata），是普拉塔港省的首府。普拉塔港因為哥倫布在港口看到海水反射日光呈現一片銀色的金幣而命名，目前為多明尼加共和國北部第一大商港，市區人口約320,000人。
普拉塔港，正式名称为圣费利佩德普拉塔港，是多米尼加共和国第三大城市，也是普拉塔港省的首府。这座城市是一个贸易港口。普拉塔港拥有多拉达海滩和多拉达海岸等度假村，位于市区东部。全市有10万张酒店床位。加勒比地区的第一条空中缆车位于普拉塔港，游客可以乘坐该缆车前往市内 793 米（2600 英尺）高的伊莎贝尔德托雷斯山（Pico Isabel de Torres）。
福塔莱萨圣费利佩要塞建于 16 世纪，在拉斐尔·特鲁希略的独裁统治下用作监狱，靠近普拉塔港。琥珀博物馆也是这座城市的著名景点。克里斯托弗·哥伦布 (Christopher Columbus) 建造的定居点 La Isabela 位于普拉塔港附近。 1563 年 4 月，当英国奴隶贩子约翰霍金斯爵士带来 400 名他从塞拉利昂绑架的人时，西班牙定居点变得臭名昭著。霍金斯用他的受害者与西班牙人交换珍珠、皮革、糖和一些黄金。这是英国参与跨大西洋奴隶贸易的开始。